# Oreoneta
Oreoneta Kulczyński, 1894 è un genere di ragni appartenente alla famiglia Linyphiidae.

## Distribuzione
Le trenta specie oggi attribuite a questo genere sono state rinvenute nell'intera regione olartica: circa 12 specie sono state reperite in territorio russo e la specie dall'areale più ampio è la O. beringiana, diffusa dalla Russia orientale al Canada.
In Italia sono stati reperiti esemplari di O. montigena e O. tatrica.

## Tassonomia
Le specie appartenenti a questo genere sono state rimosse dalla sinonimia con il genere Hilaira Simon, 1884, a seguito di un lavoro degli aracnologi Saaristo & Marusik del 2004.
A dicembre 2011, si compone di 30 specie:
1. Oreoneta alpina (Eskov, 1987) — Russia
2. Oreoneta arctica (Holm, 1960) — Russia, Isole Curili, Alaska
3. Oreoneta banffkluane Saaristo & Marusik, 2004 — Canada
4. Oreoneta beringiana Saaristo & Marusik, 2004 — Russia, Isole Curili, Alaska, Canada
5. Oreoneta brunnea (Emerton, 1882) — USA, Canada
6. Oreoneta eskimopoint Saaristo & Marusik, 2004 — USA, Canada
7. Oreoneta eskovi Saaristo & Marusik, 2004 — Russia
8. Oreoneta fennica Saaristo & Marusik, 2004 — Finlandia
9. Oreoneta fortyukon Saaristo & Marusik, 2004 — Alaska, Canada
10. Oreoneta frigida (Thorell, 1872)[4] — dalla Groenlandia alla Norvegia
11. Oreoneta garrina (Chamberlin, 1948) — USA, Canada
12. Oreoneta herschel Saaristo & Marusik, 2004 — Canada
13. Oreoneta intercepta (O. P.-Cambridge, 1873) — Russia
14. Oreoneta kurile Saaristo & Marusik, 2004 — Isole Curili
15. Oreoneta leviceps (L. Koch, 1879) — Russia, Alaska, Canada
16. Oreoneta logunovi Saaristo & Marusik, 2004 — Russia
17. Oreoneta magaputo Saaristo & Marusik, 2004 — Russia, Canada
18. Oreoneta mineevi Saaristo & Marusik, 2004 — Russia
19. Oreoneta mongolica (Wunderlich, 1995) — Mongolia
20. Oreoneta montigena (L. Koch, 1872) — dalla Svizzera alla Slovacchia
21. Oreoneta punctata (Tullgren, 1955) — Svezia, Finlandia, Russia
22. Oreoneta repeater Saaristo & Marusik, 2004 — Canada
23. Oreoneta sepe Saaristo & Marusik, 2004 — Canada
24. Oreoneta sinuosa (Tullgren, 1955) — Svezia, Finlandia
25. Oreoneta tatrica (Kulczyński, 1915) — Europa Centrale
26. Oreoneta tienshangensis Saaristo & Marusik, 2004 — Kazakistan, Cina
27. Oreoneta tuva Saaristo & Marusik, 2004 — Russia
28. Oreoneta uralensis Saaristo & Marusik, 2004 — Russia
29. Oreoneta vogelae Saaristo & Marusik, 2004 — USA
30. Oreoneta wyomingia Saaristo & Marusik, 2004 — USA, Canada

### Sinonimi
- Oreoneta modesta (Thorell, 1872); trasferita qui dal genere Erigone, è stata riconosciuta sinonima di O. frigida (Thorell, 1872), a seguito di un lavoro dell'aracnologo Holm del 1958, quando erano ascritte al genere Hilaira Simon, 1884[1].
- Oreoneta nigra (F. O. P.-Cambridge, 1891); questi esemplari, rimossi dalla sinonimia con O. montigena, sono stati riconosciuti sinonimi di O. frigida (Thorell, 1872), a seguito di uno studio di Saaristo & Marusik del 2004[1].
- Oreoneta rudis (O. P.-Cambridge, 1879); questi esemplari, rimossi dalla sinonimia con O. montigena, sono stati riconosciuti sinonimi di O. frigida (Thorell, 1872), a seguito di uno studio di Saaristo & Marusik, 2004[1].